# 伊勢市立進修小学校
伊勢市立進修小学校（いせしりつ しんしゅうしょうがっこう）は、三重県伊勢市宇治浦田二丁目にある公立小学校。

## 概要

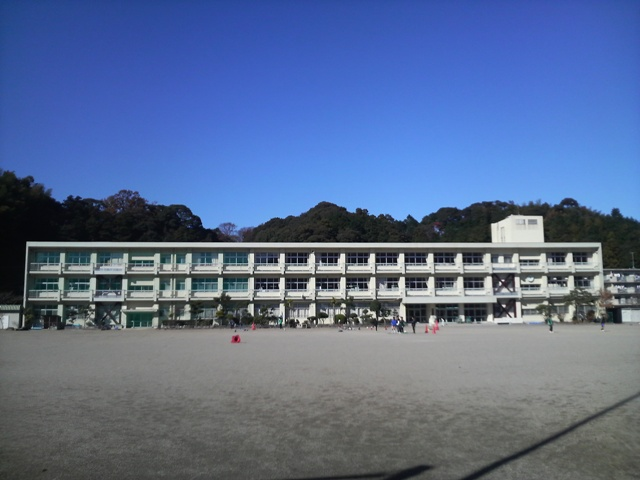
2008年12月撮影

- 1868年（明治元年）、林崎文庫内に林崎学校が開設されたことが、学校の起首といわれている。
- 校名「進修」は、中国の易経の「君子徳に進み、業を修む。」からとっている。
- 校地面積：14,741m2
- 構成
  - 3階建の校舎
  - 運動場（面積：7,600m2）
  - 屋内運動場（面積：592.82m2）
  - プール（水面積：350m2）
    - メインプール（面積：250m2、25m×5コース）
    - ベビープール（面積：150m2、6.25m×16m）

## 沿革
- 1874年1月 - 宇治学校が創立する。
- 1875年9月15日 - 宇治学校が各町ごとに分立し今在家学校、館学校、中之切学校、浦田学校が創立する。
- 1876年4月 - 館学校と中之切学校を統合し、中之切学校となる。
- 1883年2月15日 - 今在家学校、中之切学校、浦田学校を統合し、進修学校が創立する。
- 1885年11月 - 中之切町に校舎を新築する。
- 1887年4月 - 進修尋常小学校と改称する。
- 1903年10月25日 - 中之切町字郡自売に校舎を移転する。（第一期工事）
- 1906年9月1日 - 進修尋常高等小学校と改称する。
- 1909年7月25日 - 新校舎が落成する。（第二期工事）
- 1911年4月1日 - 宇治山田市第一尋常小学校と改称する。
- 1912年4月1日 - 民家を借用し、高麗広に分教場を開設する。
- 1912年9月1日 - 高麗広分教場を新築する。
- 1921年4月1日 - 宇治山田市第一尋常高等小学校と改称する。
- 1928年4月1日 - 進修尋常高等小学校と改称する。
- 1941年4月1日 - 国民学校令の施行に伴い、宇治山田市進修国民学校と改称する。
- 1947年4月1日 - 学校教育法の施行に伴い、宇治山田市立進修小学校と改称する。
- 1949年8月15日 - 高麗広分教場が高麗広分校に改称する。分校の校舎が落成する。
- 1955年1月1日 - 市名改称に伴い、伊勢市立進修小学校と改称する。
- 1955年3月10日 - 講堂が落成する。
- 1960年10月19日 - 高麗広分校の運動場拡張工事が完了する。
- 1974年4月1日 - 高麗広分校を本校に統合する。
- 1974年8月1日 - 新校舎（前年11月2日起工式）の完工式を挙行、9月2日より新校舎での授業を開始する。
- 1980年3月5日 - 屋内運動場（前年10月23日起工式）の完工式を挙行する。
- 1987年9月9日 - プール（同年6月15日起工式）の完工式を挙行する。
- 2005年4月1日 - 3学期制から2学期制に移行する。

## 学校区
内宮の門前町宇治と旧四郷村の一部からなる。
- 宇治館町
- 宇治今在家町
- 宇治中之切町
- 宇治浦田
- 中村町（一部）

## 周辺
- 猿田彦神社
- 五十鈴公園 - 三重県営総合競技場がある公園。
- 伊勢市立五十鈴中学校 - 進修小学校を卒業した児童の多くが進学する中学校。

## 交通アクセス
- 伊勢自動車道 伊勢インターチェンジから約1.8km
- 近鉄 五十鈴川駅より約1.6km、徒歩約21分
- 三重交通バス 伊勢市駅・宇治山田駅より「内宮前」行き乗車、「猿田彦神社前」バス停下車徒歩約5分

## その他
- 高麗広（こうらいびろ）分校の閉校後も、教員宿舎は残っていたが、老朽化が進んだため、伊勢市と地元が話し合い、産業研修や地域振興の場にしようと集会施設「ふれあい工房」を建設（1996年12月3日に起工式）、完工式が1997年3月27日に行われた。建物は木造2階建てで、天然の杉板を随所に使い、隣の高麗広公民館とは渡り廊下でつながっている。延べ床面積は143m2で、1階は2つの工芸室と機械工作室、2階は展示室となっている[1]。